# Kalmajärvi
Kalmajärvi är en sjö i Kiruna kommun i Lappland och ingår i Kalixälvens huvudavrinningsområde. Sjöns area är 0,03 kvadratkilometer och den är belägen 380 meter över havet.